# Esterházy Alajos (1844–1912)
Galánthai herceg Esterházy Alajos (Bécs, 1844. március 9. – Bécs, 1912. október 25.) lovassági tábornok.

## Élete
A császári és királyi közös hadsereg második dragonyos-ezredében kezdte katonai pályafutását, majd 1863-ban hadnaggyá nevezték. 1866-ban katonai érdemkereszttel jutalmazták. A háború után kilépett a tényleges katonai szolgálatból, de tiszti rangját megtarthatta. 1879-ben kamarás lett. Az alakuló magyar honvédségbe lépett, de később ismét visszament a közös hadsereghez, ahol altábornaggyá léptették. 1902-ben a magyar testőrség kapitánya, s egyúttal tanácsos is lett.
A lótenyésztés szakértője volt. Angliában több évig volt katonai attasé, így kapcsolatai révén több jelentős ló vételét készítette elő a magyar állam részére. 1905-ben a nyolcadik huszárezred tulajdonosa és lovassági tábornoka lett.